# Wiskacza skalna
Wiskacza skalna (Lagidium wolffsohni) – gatunek gryzonia z rodziny szynszylowatych występujący w południowo-zachodniej Argentynie, w sąsiedztwie Chile, na wysokości do 4000 m n.p.m..